# Analectis
Analectis es un pez extinto que vivió durante la época del Chattiense. Fue reconocida por Daniltshenko en 1980.